# Antonio Mirante
Antonio Mirante (Castellammare di Stabia, 1983. július 8. –) olasz labdarúgó, az AC Milan játékosa.

## Pályafutása

### Klubcsapatokban
Antonio Mirante a Juventusnál kezdte pályafutását, a torinói csapatnál 2004-ben került fel a felnőttek közé. Még abban az évben kölcsönadták az alsóbb ligás Crotone csapatának, ahol 41 bajnoki mérkőzésen szerepelt. 2005 nyarán a Siena vette kölcsön, többek között Igor Tudorral és Nicola Legrottaglie-al együtt. Itt a 2005–2006-os élvonalbeli szezonban 26 bajnokin kapott lehetőséget. 
2006 nyarán a Juventust a Calciopoliban való érintettsége miatt a másodosztályba sorolták vissza. Az első számú kapust, Gianluigi Buffont az UC AlbinoLeffe ellen 2006. november 18-án a 24. percben kiállították, így Mirante bemutatkozhatott nevelőegyesületének színeiben is. Az év végén a torinóiak megnyerték a Seria B 2006–2007-es kiírását és visszajutottak az élvonalba.  A következő bajnokság előtt Mirantét a Sampdoria szerette volna kölcsön venni.
A 2008-as átigazolási időszak alatt a genovai csapat végül megvette Mirante játékjogának felét 1,5 millió euróért. 2009. július 19-én a Sampdoria elcserélte volna a Parmával Marco Rossiért, azonban végül meghiúsult az üzlet. Egy évvel később, 2010 júniusában a Parma megvette Mirantét 3,6 millió euróért. Az ezt követő időszakban Mirante a Parma első számú kapusává vált, 193 bajnokin védett, 2015 nyaráig mindössze három bajnokit volt kénytelen kihagyni. 
2015. július 3-án ingyen igazolt a Bologna csapatához, miután lejárt a szerződése. Itt is a kezdőcsapatban kapott helyet, 2016. július 19-én pedig új, hároméves szerződést írt alá. A 2016–2017-es bajnokság kezdetén szívproblémát diagnosztizáltak nála, 2016. augusztus 31-én Alfred Gomist igazolták a pótlására. Végül két és fél hónapos kihagyás után november közepén térhetett vissza, november 28-án, az Atalanta ellen már ő állt a kapuban. A 2017–2018-as szezonban ő volt a Bologna csapatkapitánya.
2018. június 22-én az AS Roma szerződtette négymillió euróért, Mirante pedig három évre szóló szerződést írt alá. Az üzlet részeként az ugyancsak kapus Łukasz Skorupski a Romától került Bolognába. Mirante június 21-én esett át az ilyenkor szokásos orvosi vizsgálatokon, ezt követően pedig aláírta szerződését. Új klubjában is a Bolognában viselt 83-as mezt kapta.
2021. október 13-án szabadon igazolhatóként egyéves szerződést kötött az AC Milan csapatával, miután Mike Maignan sérülést szenvedett.

### Válogatottban
Tagja volt a 2006-os U21-es Európa-bajnokságon szereplő olasz csapatnak, igaz pályára nem lépett a tornán. Később többször behívták az U-20 vagy U-21-es csapatokba, de játéklehetőséget nem kapott. 2010. augusztus 8-án Cesare Prandelli meghívta a felnőtt válogatott keretébe, de pályára ezúttal sem lépett.

## Sikerei, díjai

### Klub
- Juventus[17]
  - Serie B: 2006–07

- AC Milan
  - Serie A: 2021–22